# Metoda elementów brzegowych
Metoda elementów brzegowych – jedna z metod numerycznych rozwiązywania równań różniczkowych; wykorzystuje ich rozwiązanie fundamentalne. Aproksymacja następuje tylko na brzegu obszaru. Otrzymuje się brzegowe równanie całkowe. Rozwiązanie daje rozkład funkcji lub jej pochodnej na brzegu obszaru.
Zalety:
- generacja siatki tylko na brzegu obszaru
- łatwe modelowanie geometrii i warunków brzegowych
- łatwa w odniesieniu do obszarów nieskończonych i pół-nieskończonych
- uzyskanie dokładnego rozwiązania we wnętrzu obszaru nie wymaga lokalnego zagęszczania siatki na brzegu

Wady:
- konieczność istnienia i znajomości rozwiązania fundamentalnego
- pełna i niesymetryczna macierz układu równań obejmuje mniejszy zakres zagadnień niż MES, MRS
- słabiej rozwinięta niż MES i MRS